# 펙틴

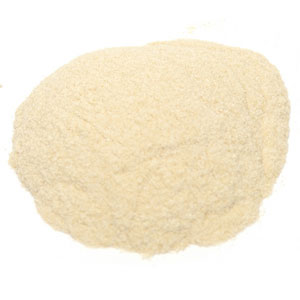
상업적으로 판매되는 펙틴 가루

펙틴(Pectin)은 셀룰로스-헤미셀룰로스 네트워크를 둘러싸는 수화된 겔로 갈락토스의 산화물인 갈락튜론산이 주성분인 다당류이다. 네트워크의 집적과 붕괴를 막는 친수성 충전재로 작용하며 세포벽의 고분자에 대한 다공성을 결정하는 역할을 담당한다. 주요 부분은 D-갈락튜론산 단위의 α-1, 4 결합으로 구성되어 있다. 주성분은 호모갈락투로난·람노갈락투로난·아라비난·갈락탄 등이다.

## 특성
황백색의 거칠거나 미세한 가루로서 냄새가 없고 점액질의 맛을 갖는다.
- 정제된 탄수화물의 중합체
- 금속과 반응하여 겔을 형성한다
- Mg –Ca – Na – K
- 분자량 등에 따라서 펙틴의 성질이 조금씩 다르다
- 녹차의 추출을 통해 이소프로파놀을 첨가하는 과정을 통하여 추출할 수 있다.